# 郭秉昭
郭秉昭（1441年—？），字文輝，湖廣郴州桂楊縣人，民籍，明朝政治人物。

## 生平
湖廣鄉試第十三名舉人。成化十七年（1481年）中式辛丑科會試第四十九名，三甲第一百八十八名進士。

## 家族
曾祖郭格魁；祖父郭志珉；父郭潤，縣丞。前母何氏；母羅氏。永感下。